# San Pietro (Modena)

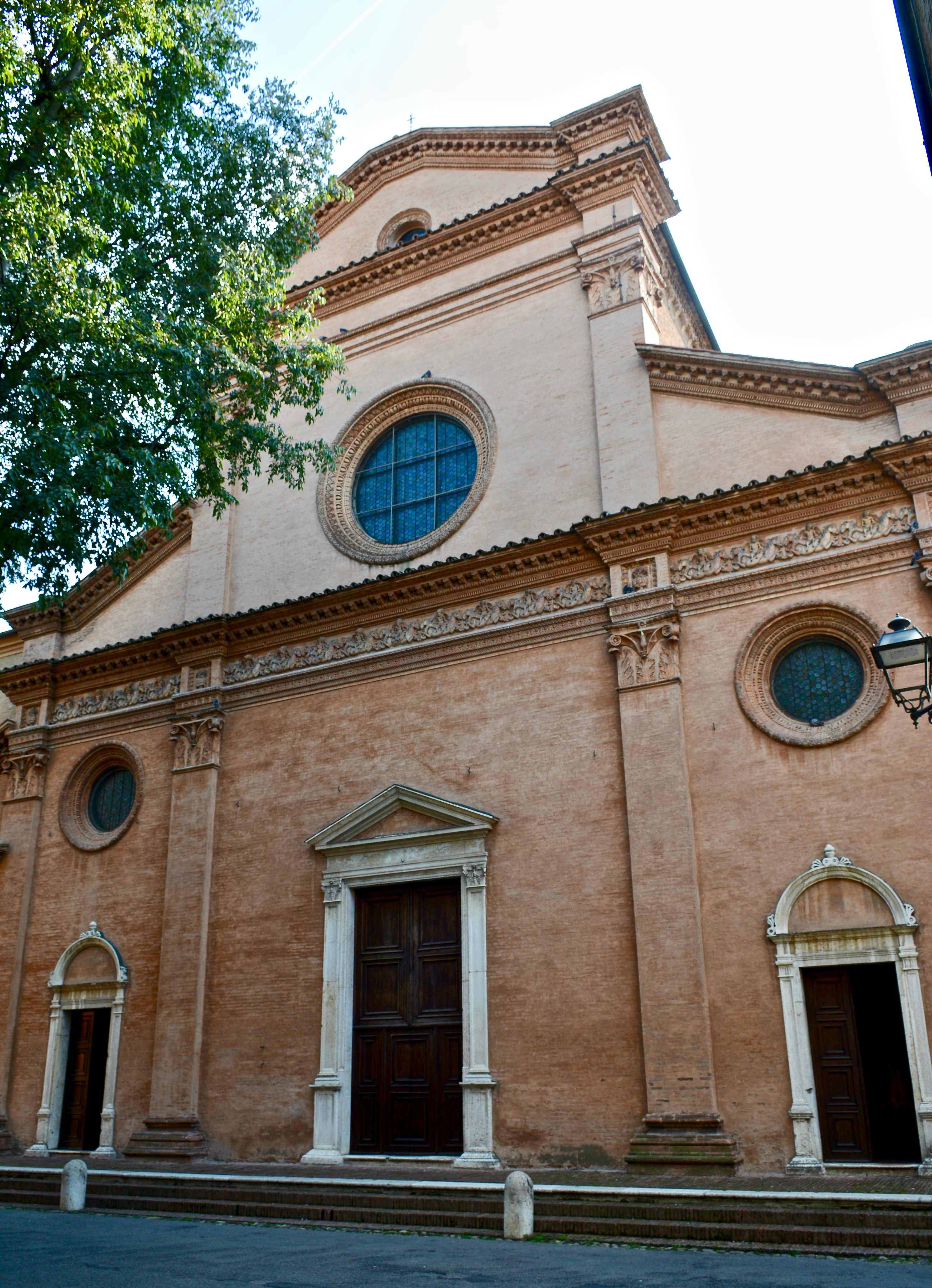
Basilika San Pietro

Die Basilika San Pietro (deutsch Basilika St. Petrus) ist eine römisch-katholische Kirche in Modena in der Emilia-Romagna, Italien. Die Pfarr- und Klosterkirche des Erzbistums Modena-Nonantola ist dem Apostel Petrus gewidmet und trägt den Titel einer Basilica minor. Die Kirche des Benediktinerklosters wurde Anfang des 16. Jahrhunderts fertiggestellt.

## Geschichte
Der Überlieferung nach wurde die Kirche auf dem Gelände eines antiken Jupitertempels errichtet, der auf das Jahr 270 v. Chr. zurückgeht. Bereits ab 93 n. Chr. soll hier durch den Athener Dionysius Areopagites und Bischof Eutropius eine erste christliche Gemeinde in Modena mit der dem heiligen Petrus gewidmeten Kirche entstanden sein. Im Jahre 996 gründete Bischof Johannes ein Benediktinerkloster neben der Kirche, 1188 wurde der gesamte Komplex in die Stadtmauern aufgenommen. Erst im 15. Jahrhundert, am Ende einer Periode des Niedergangs für das Kloster, begannen die Mönche mit dem Wiederaufbau der Kirche, unter schlechten Bedingungen der Stabilität. Die neue Kirche wurde 1506 in ihren Hauptteilen fertiggestellt und 1518 geweiht. In der napoleonischen Zeit wurde das Kloster aufgehoben und ein Teil des Gebäudes wurde als Kavalleriekaserne genutzt. Die Kirche blieb jedoch für Gottesdienste geöffnet und wurde durchgehend von Benediktinern betreut. 1876 wurde mit der Wahl des Benediktiners Giovanni Borcesi zum Prior eine Restaurierungskampagne gestartet und 1911 wurde die Klostergemeinschaft wiedergegründet.

## Architektur

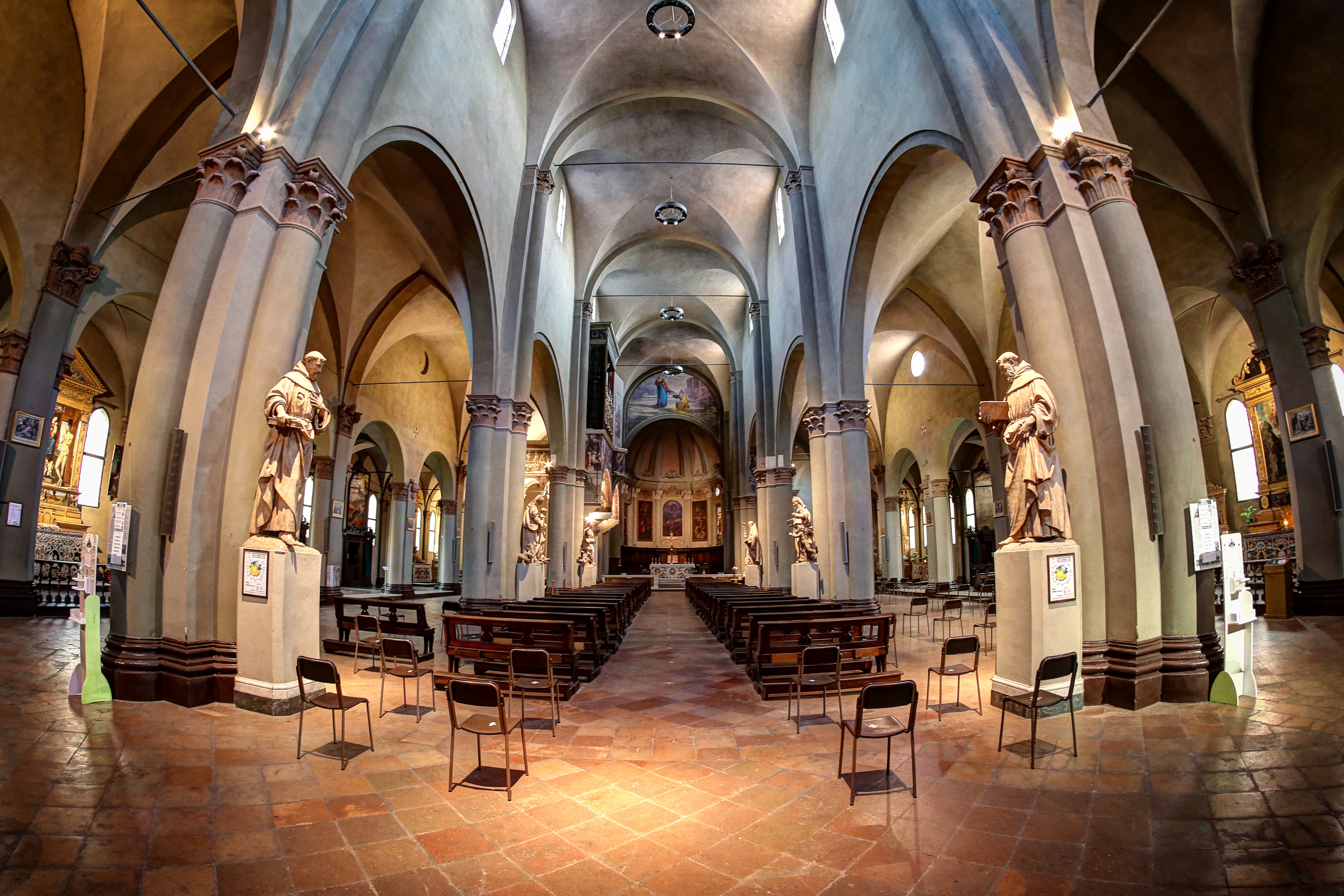
Innenraum

Die Fassade der Kirche wurde in Ziegelstein errichtet und zeichnet sich durch einen horizontalen Terrakottafries aus, die Arbeit der in Modena geborenen Andrea, Camillo und Paolo Bisogni zeigt mythologische Themen. Sie ist in drei Körper unterteilt, in denen die Marmor-Eingangsportale eingefügt sind, mit zwei Flügeln an den Seiten, die den Gängen entsprechen. Die obere Ordnung der Fassade ist in drei Teile gegliedert, die den drei Hauptschiffen entsprechen, abgeschlossen von einem Giebel über einem großen Rosettenfenster in der Mitte.
Die fünfschiffige Basilika hat einen rechteckigen Grundriss, gegliedert durch vier Säulenreihen mit Terrakotta-Kapitellen in die drei Hauptschiffe und die beiden Gänge. Am unteren Ende des Mittelschiffs, über dem Hochaltar, befindet sich ein großer Giebel, in dem die Schlüsselübergabe an Petrus durch Christus gemalt ist, ein Werk von Ferdinando Manzini und Carlo Goldoni aus dem Jahr 1866.

## Ausstattung
Die Ausstattung geht im Wesentlichen auf das 15. und 16. Jahrhundert zurück. Sechs Statuen von Antonio Begarelli schmücken die Säulen und stellen die Heiligen Franziskus und Bonaventura, die Madonna und das Kind sowie die Heiligen Justina, Petrus und Benedikt dar. Ebenfalls von Antonio Begarelli ist der grandiose Altar, der den hl. Peter und Paul gewidmet ist. Im rechten Querschiff steht vor dem Altar der Statuen der Grabstein von Begarelli, der an die Überführung seiner sterblichen Überreste an diesen Ort im Jahre 1875 erinnert. In der Schatzkammer, die sich neben der monumentalen Sakristei befindet, gibt es viele kostbare Reliquien von Heiligen, darunter das Haupt des hl. Caesarius von Terracina, der Fuß der hl. Maria Magdalena und ein Knochenfragment des hl. Benedikt von Nursia.

## Orgel
Die Orgel wurde zwischen 1524 und 1525 von Gian Battista Facchetti erbaut, bedeutender Orgelbauer seiner Zeit. Die Verkleidung des Gehäuses wird Giovanni Antonio Scaccieri da Parma zugeschrieben und ist mit der Jahreszahl 1524 gekennzeichnet. Von der Facchetti-Orgel blieben nach der Instandsetzung 1964, entworfen von Luigi Ferdinando Tagliavini und Paolo Marenzi, nur wenige Pfeifen im Original erhalten. Der Zustand der Orgel verschlechterte sich durch das Erdbeben von 2012 erneut, was eine weitere Renovierung bedingte.